# Fenice (città)
Fenice (Φοινίκη in greco antico, Phoenice in latino) è un sito archeologico dell'Albania meridionale.
Alla base dell'antica città è situato il moderno villaggio di Finiq (circa 8 500 abitanti), che ne conserva ancora l'antico toponimo. Altri centri abitati importanti sono, nell'entroterra, la città di Delvina, e, sulla costa, la città di Saranda, affacciata sul mar Ionio. La collina, che ospita l'acropoli della città antica, raggiunge una quota massima di 283 metri s.l.m. e sorge al centro di un'ampia pianura solcata dai fiumi Caliassa e Bistriza: questi fiumi un tempo confluivano nel lago di Vivari, sulle cui rive si trova Butrinto. Tutto intorno si dispiega un arco montuoso piuttosto impervio, estrema propaggine della catena montuosa degli Acrocerauni.

## Le fonti antiche
La fonte principale per la storia della città è certamente Polibio, che descrive Phoinike come il centro meglio fortificato e più potente dell'antico Epiro. Lo storico si dilunga, inoltre, sugli eventi che portarono alla presa della città da parte degli Illiri e ricorda le continue incursioni dei pirati nei confronti dei mercanti italioti che frequentavano la zona. Sempre Polibio ricorda che, all'inizio della guerra contro Filippo V di Macedonia, alcuni ambasciatori romani contattarono gli abitanti di Phoinike . Sempre qui fu firmata Pace di Fenice del 205 a.C., siglata proprio in questa città tra Filippo V di Macedonia e i romani al termine della prima guerra macedonica. Ancora Polibio riferisce di Carope, che vessava i cittadini, e di un'ambasceria condotta a Roma nel 154 a.C..
Successivamente Strabone, Livio e Tolomeo menzionano ancora Phoinike, seppur limitandosi, sostanzialmente, a considerazioni di carattere topografico, da cui si evince che la città sorgeva a poca distanza dal mare, a nord di Butrinto.
Di particolare interesse è, invece, la testimonianza di Procopio di Cesarea, che narra di un episodio avvenuto al tempo di Giustiniano, quando l'imperatore avrebbe trasferito la città dai piedi alla sommità della collina. Secondo Procopio, infatti, la città sorgeva in pianura, circondata da acque che rendevano paludoso il terreno su cui dovevano sorgere le nuove mura: per questo motivo l'imperatore decide di fortificare direttamente il sito d'altura.
Nel corso del V secolo, poi, la città era sede episcopale: nel 431 il suo vescovo Valeriano è presente al Sinodo di Efeso, mentre nel 451 un altro Valeriano, vescovo di Fenice, partecipa la Sinodo di Calcedonia.
Il centro, infine, è citato nei due maggiori itinerari dell'antichità: l'Itinerarium Antonini e la Tabula Peutingeriana, dove la città è collocata sulla strada per Nikopoli.

## Storia
La città, già ampiamente conosciuta dagli autori antichi (Polibio, Strabone, Livio), fu, per un certo periodo, la capitale dell'antico regno dell'Epiro; fu presa, anche se per breve tempo, dagli Illiri e conservò una rilevante importanza anche nella prima fase dell'espansione romana. Un vuoto documentario occupa la parte centrale dell'età imperiale, mentre le notizie sembrano aumentare con l'età tardo antica.
L'area in cui sorgerà la città non ha restituito resti di età arcaica, anche se questo territorio si trovava in un'area di più antica influenza corinzio-corcirese (Corinto e Corcira), come dimostra il vicino emporion di (Butrinto).
L'abitato più antico, greco ed ellenistico, si dispone sulla sommità di una collina, circondata da poderose mura, che costituiscono ancor oggi l'evidenza monumentale di maggior rilievo. La città si estende anche sulle pendici meridionali della collina, che sono state regolarizzate con una serie di terrazzamenti, secondo un sistema ampiamente attestato nell'urbanistica di tipo scenografico del mondo ellenistico.
L'abitato di età romana, invece, pur continuando ad occupare diverse aree dell'acropoli, tende a distribuirsi soprattutto nella pianura sottostante la collina, secondo una tendenza caratteristica dell'epoca romana. Alla base del versante Sud si dispone una vasta area di necropoli, sfruttata sia in età ellenistica sia in età romana.
La città vive un periodo di grande floridezza anche nell'età tardo antica (soprattutto tra V e VI secolo, quando è ricordata come sede vescovile bizantina, il cui vescovo prese parte al Concilio di Efeso (431) e più tardi, quando sono ricordati diversi interventi dell'imperatore Giustiniano: secondo quanto ci riferisce Procopio, infatti, la città viene spostata di nuovo sulla sommità della collina, a causa dei problemi di impaludamento che interessavano la città bassa.
L'insediamento continua per tutto il Medioevo, cessando di esistere solo dopo la conquista da parte dei turchi nella seconda metà del XV secolo.

## Gli scavi
Il sito archeologico di Phoinike era già noto ai viaggiatori dell'Ottocento (William Martin Leake), quando Luigi Maria Ugolini, instancabile perlustratore delle antichità dell'Albania, visita per la prima volta l'area: siamo nella primavera del 1924 e lo studioso italiano resta impressionato soprattutto dalla maestosità della cinta muraria, ancora conservata per ampi tratti a conferma delle parole di Polibio.
Le attività di scavo vero e proprio furono limitate a due sole campagne, tra estate e autunno degli anni 1926 e 1927. I lavori, sempre condotti con grande attenzione alla documentazione (grazie al prezioso aiuto dell'ingegnere bolognese Dario Roversi Monaco) e con una sensibilità stratigrafica certo non comune negli scavi di età classica del suo tempo. Le sue ricerche si svolsero principalmente nell'area centrale della città, sulla sommità dell'acropoli dove scavò due cisterne romane, un tempietto ellenistico (da lui definito thesauròs), una basilica cristiana e altre strutture ancora. Le sue ricerche si estesero anche alla base della collina, soprattutto sul versante meridionale, dove individuò numerose tombe di età ellenistica e romana.
Ugolini lasciò presto Phoinike, trasferendo i lavori della Missione Italiana nella vicina città di Butrinto, dove l'attendevano scoperte certo più in sintonia con le aspettative propagandistiche del regime fascista.
Anche dopo la morte di Ugolini, avvenuta nel 1936, i nuovi direttori della Missione Italiana, Pirro Marconi e Domenico Mustilli, non ritennero di riprendere più le ricerche archeologiche a Phoinike.
Nel secondo dopoguerra, fra gli anni settanta e novanta, alcuni archeologi albanesi (Dhimosten Budina e Astrit Nanaj) hanno effettuato singoli interventi di ricerca nell'area della città, purtroppo sempre limitati anche a causa della presenza di una base militare sulla collina.
Dal 2000 una nuova spedizione archeologica Italiana, finanziata dal Ministero degli Affari Esteri (Direzione Generale per la Promozione e la Cooperazione Culturale) e guidata dal Dipartimento di Archeologia dell'Università di Bologna, in collaborazione con l'Istituto Archeologico Albanese, sta operando in sito.
Le attività di ricerca della nuova Missione Archeologica si sono concentrate su cinque distinti settori dell'area archeologica: la cosiddetta "Casa dei due peristili", l'area del thesauròs-basilica, il teatro, la necropoli e i siti del territorio.

## Galleria d'immagini

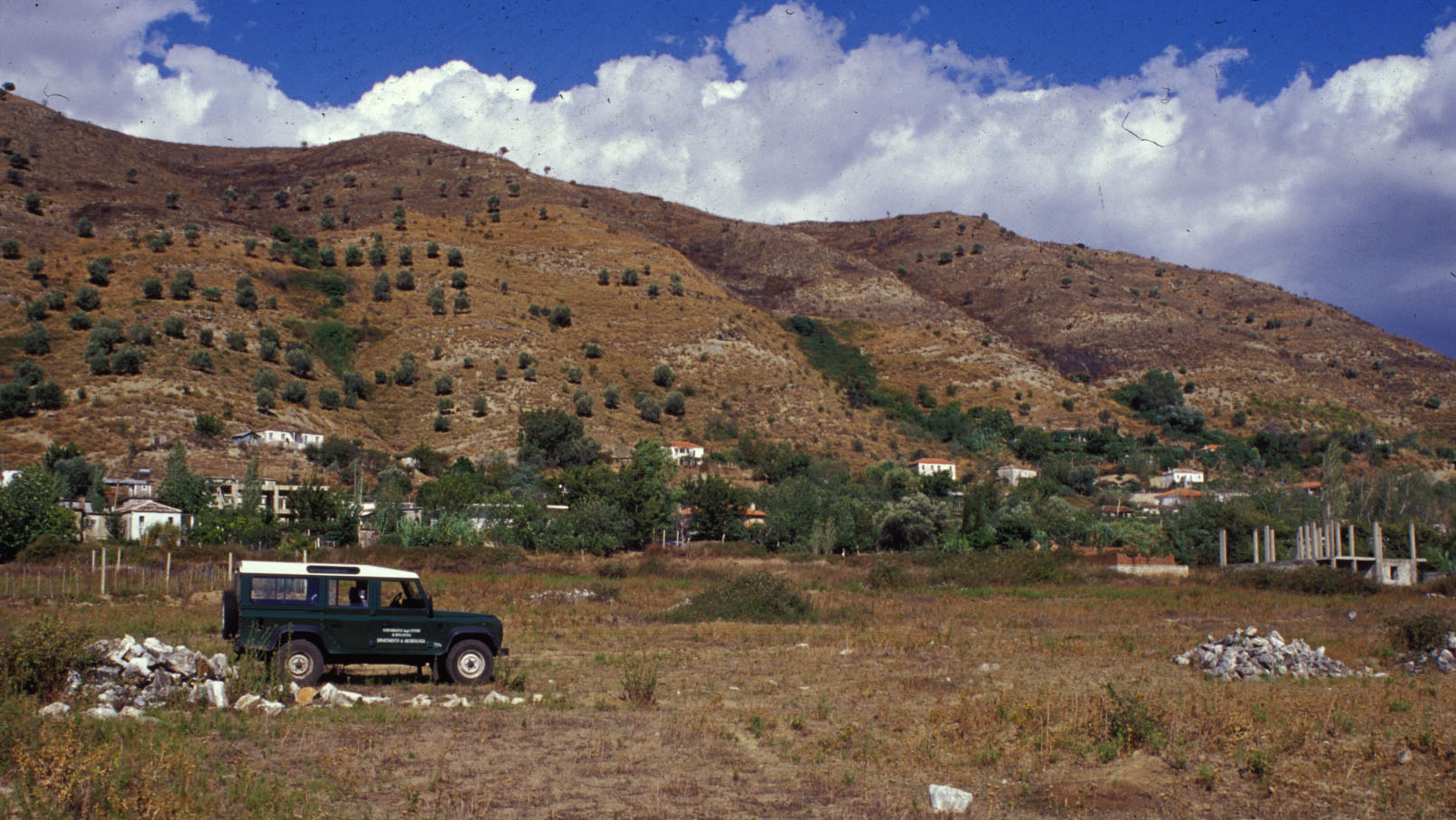
Veduta della necropoli meridionale di Phoinike.
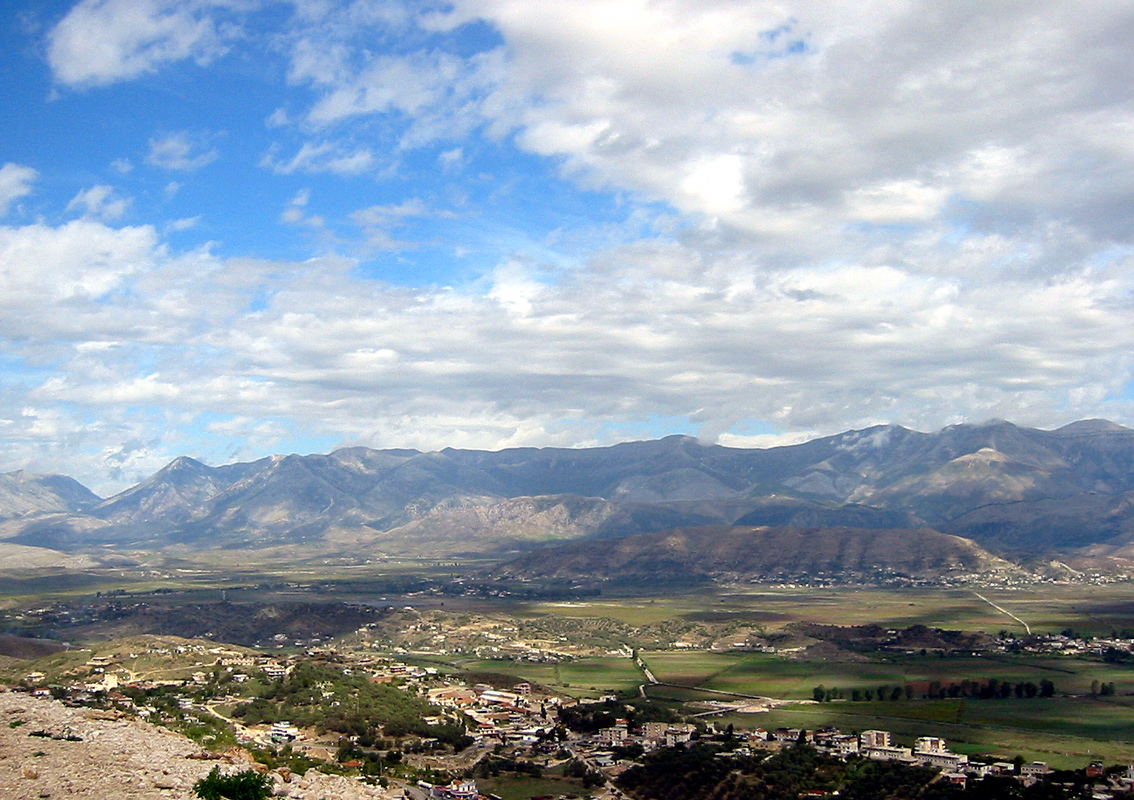
Panoramica della vallata.
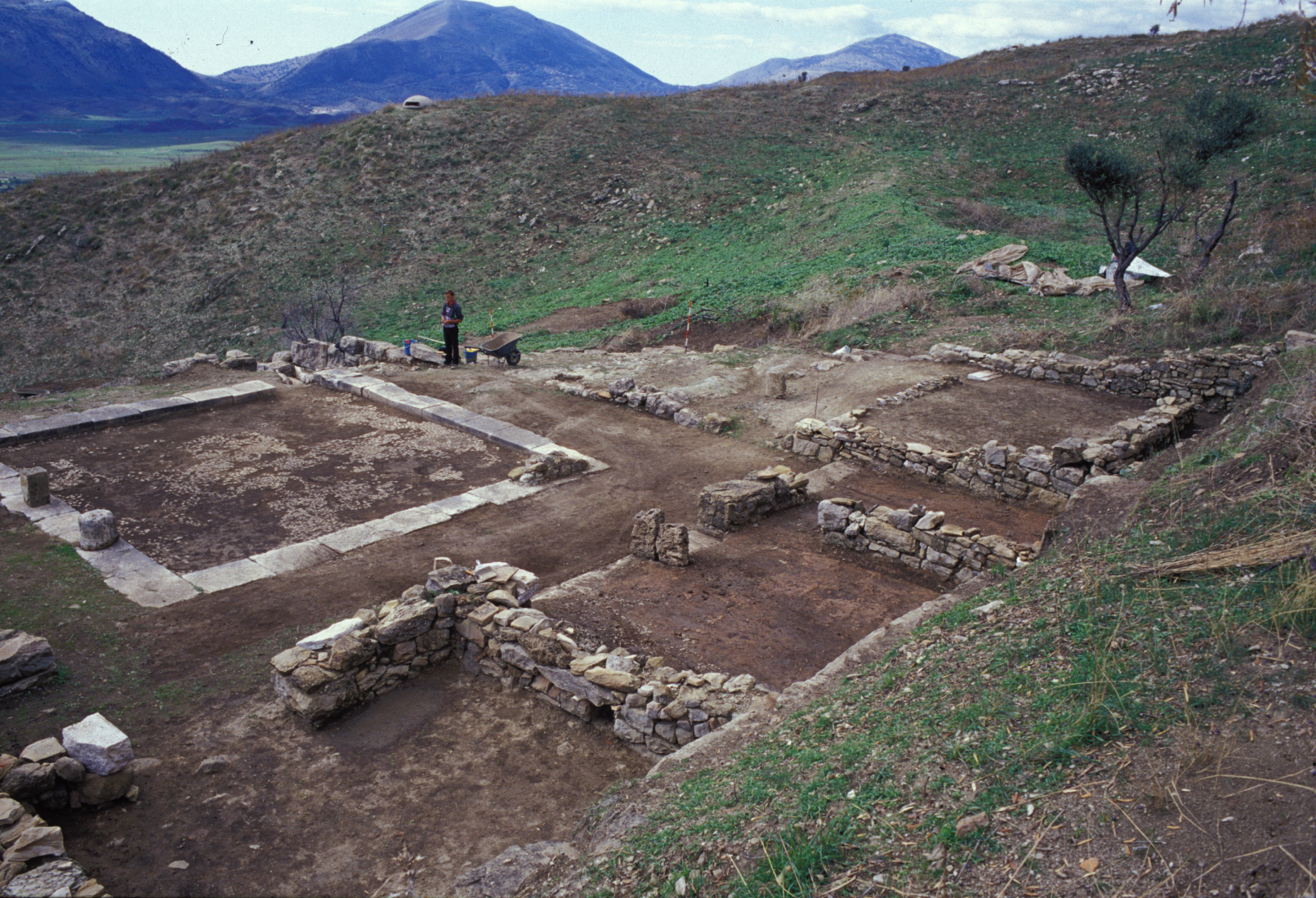
il peristilio maggiore della Casa dei due peristili.
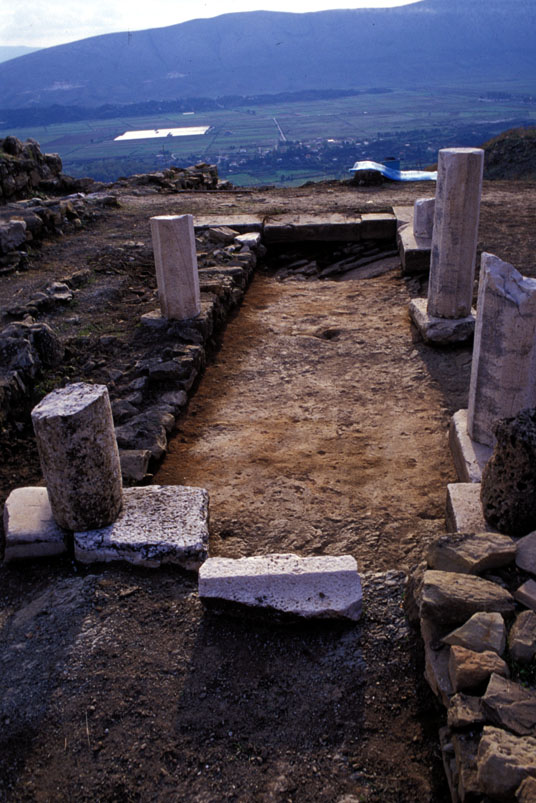
il peristilio minore della Casa dei due peristili.
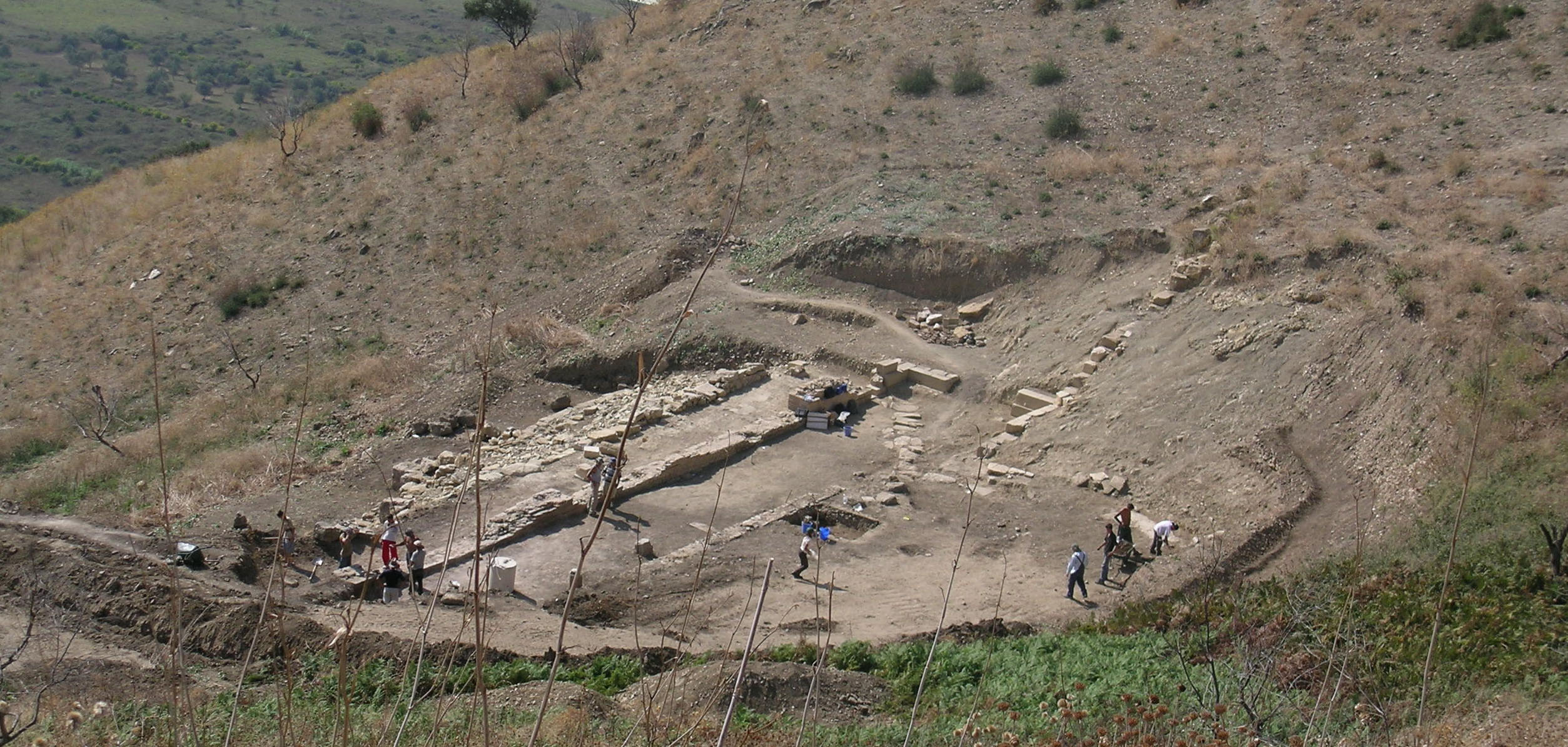
veduta del teatro da est.
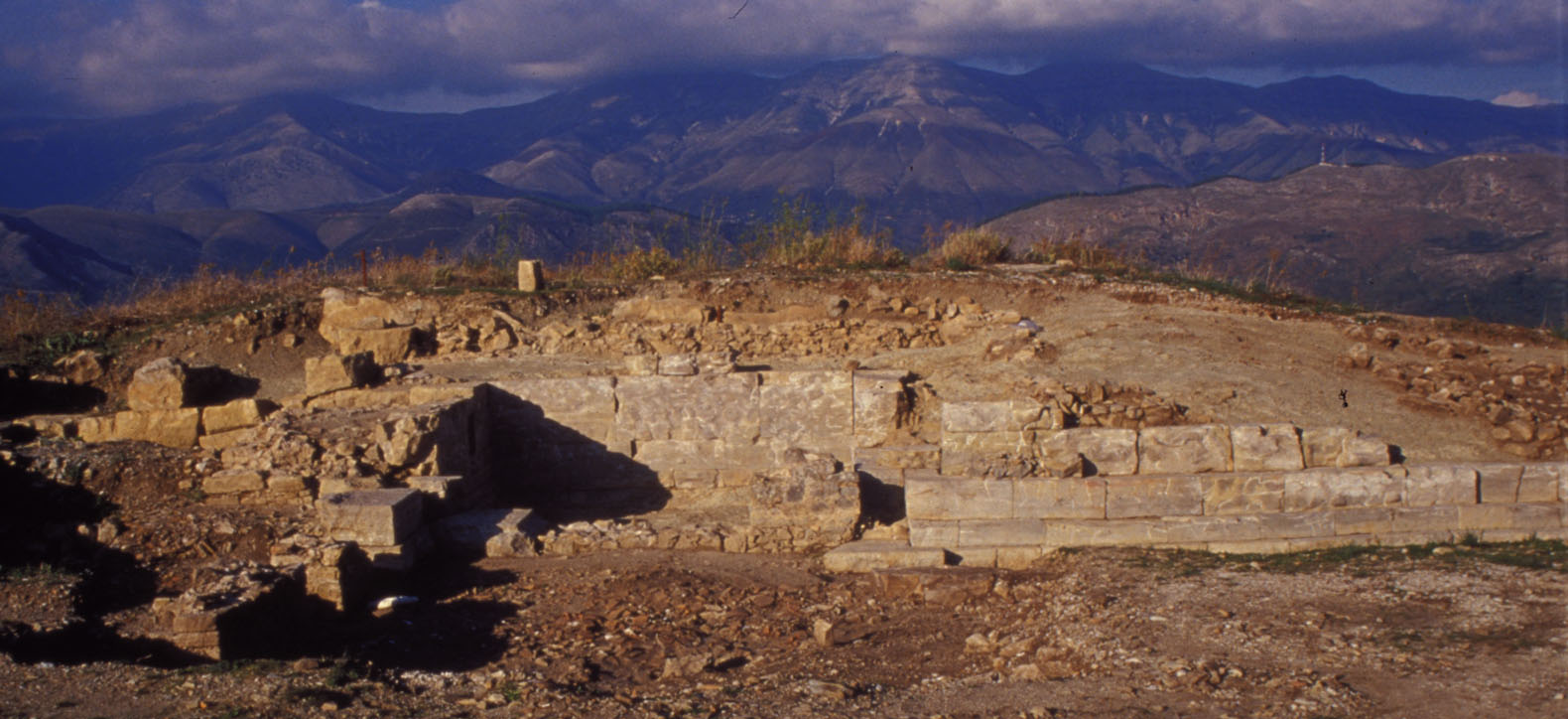
il cd. Thesauròs visto da sud.